# Tivoli
 For alternative betydninger, se Tivoli (flertydig). (Se også artikler, som begynder med Tivoli)
Københavns Tivoli (indtil 2004: A/S Kjøbenhavns Sommer-Tivoli) er en forlystelsespark beliggende i centrum af København tæt ved Hovedbanegården og Strøget. Haven er verdens næstældste af sin slags; kun Dyrehavsbakken er ældre.
Tivoli blev grundlagt af Georg Carstensen i 1843. Dørene blev åbnet 15. august. Havens areal er stort set det samme i dag som dengang, men i 1843 lå det uden for Vesterport. Ingen af Carstensens oprindelige træbygninger er bevarede.
Forlystelsesparken blev stiftet som et aktieselskab, hvor mange af aktionærerne var de håndværksmestre, der deltog i opbygningen. I dag er Tivoli A/S noteret på Københavns Fondsbørs. De største aktionærer har siden 2000 været Skandinavisk Holding A/S (ejer 31,8%) og dettes moderselskab, Chr. Augustinus Fabrikker, der ejer yderligere 25,4% De resterende aktier ejes af ca. 20.000 aktionærer. Tidligere har Carlsberg og Danske Bank haft større ejerandele, men Carlsberg solgte aktierne i 2000 og Danske Bank i 2012.
Tivoli er den suverænt mest besøgte turistattraktion i Danmark med 2,3 mio. besøgende i 2021. Parken er Europas fjerdemest besøgte forlystelsespark, kun overgået af Disneyland Paris i Frankrig, Efteling i Holland og Europa-Park i Tyskland. Ca. 320.000 personer har årskort til Tivoli. De kvindelige årskortsindehavere kaldes i spøg abonniner.

## Grunden og området
Tivoli blev anlagt på voldenes flade forterræn, på Vestervold nær Kalvebod Strand, hvorfra svenskerne natten til 11. februar 1659 forsøgte at storme København, iført hvide kapper for ikke at blive set i sneen, gennem en åbning for vandforsyningen, hvor Vandkunsten og Stormgade ligger i dag[kilde mangler]. Derfra gav den frosne voldgrav dem adgang til den belejrede by, der dog mødte dem med byger af sten, bjælker, kogende vand og brændende tjære. Ved daggry havde danskerne kun mistet 12 mand, de angribende svenskere ca. 600. Deres hvide kapper fik københavnerne til at sige, at det var godt, svenskerne selv havde haft ligskjorterne med hjemmefra. Men selv om svenskerne måtte trække sig tilbage, fortsatte de belejringen af byen i endnu et halvt år, indtil en dansk-hollandsk flåde kom til undsætning[kilde mangler]. Tivolisøen er en synlig rest af den gamle voldgrav. Det forlød, at Tivolis grund endnu rummer skeletter af faldne svenskere fra dengang. Fire svenskere nåede op på voldens brystværn – den forreste blev stukket ned af Claus Ahlefeldts partisan (det vil sige et stikvåben, der var meget brugt mellem år 1400 og 1700). Våbnet ligger bevaret på Nationalmuseet, mens Ahlefeldt i 1660 blev udnævnt til øverstkommanderende i Norge.
I 1992 blev grunden købt af Tivoli, sælgeren var Københavns Kommune.

## Historie

### Grundlæggelsen og tiden frem til efter anden verdenskrig
Da Tivoli åbnede første gang, hed det Tivoli og Vauxhall; opkaldt efter forlystelsesparkerne Jardin de Tivoli i Paris (der igen havde navnet fra Tivoli nær Rom) og Vauxhall Gardens i London. Allerede samme år blev navnet ændret til Kjøbenhavns Sommer-Tivoli, hvilket var havens officielle navn frem til 2004, hvor navnet blev forkortet til blot Tivoli (ligesom selskabet bag haven ændrede navn fra Aktieselskabet Kjøbenhavns Sommer-Tivoli til Tivoli A/S).
Da Tivoli åbnede i 1843 var der kun to kørende forlystelser, en rutsjebane og en karrusel. Desuden tilbød Tivoli i 1843 musik, teater, mad og drikke, boder og et haveanlæg at promenere i.
Tivoli fik sine første radiobiler i 1926. Rutsjebanen i Tivoli er en af verdens ældste fungerende træ-rutsjebaner. Den blev opført i 1914. Tivoli har også en af verdens højeste karruseller, Himmelskibet, der er 80 meter høj og blev indviet i 2006.
15. august 1943 fejrede Tivoli 100-års fødselsdag og satte dermed besøgsrekord for en eneste dag, nemlig da 112.802 mennesker gæstede haven.
Tivoli blev 25. juni 1944 bombet, ifølge den tysk kontrollerede presse af en dansk modstandsgruppe. Det var dog ikke tilfældet, det var en tysk Schalburg-gruppe (terrorgruppe bestående af danske nazister) kaldet Peter-gruppen, der bombede Tivoli som hævn for en bombning af en dansk virksomhed, der fremstillede våben til tyskerne. De fleste københavnere vidste dog godt, at det var en Schalburg-gruppe, som stod bag.[kilde mangler]
Efter bombningerne var Tivoli meget slemt beskadiget. Den oprindelige koncertsal brændte som følge af bombardementet, og dens efterfølger stod først færdig i 1956.

### Nyere tid
Tivoli er i nyere tid hyppigt blevet beskyldt for at kommercialisere haven på upassende vis. Dette fik i 1991 Martin Zerlang til at opfinde ordet ”tivolisering”, brugt første gang i antologien Kulturliv – en håndbog.
Lars Liebst var Tivolis administrerende direktør fra 1996 til 2020. Under Liebsts ledelse undergik Tivoli en voldsom udvikling, som resulterede i mange diskussioner om Tivolis fremtid og havens betydning som dansk kulturinstitution.
Dette har førte bl.a. til dannelsen af organisationen Tivolis Venner, der i medierne udtrykte bekymring for, hvad de anså som en udvikling mod et mere kommercielt og internationalt strømlinet Tivoli, hvor store dele af havens traditionelle elementer udskiftes med voldsomme forlystelser og nybyggerier.
Der har desuden i nyere tid været en række retssager om, i hvilket omfang Tivoli A/S har ret til at forhindre andre erhvervsdrivende i at bruge ordet "Tivoli", som også er en almindelig betegnelse for forlystelser og forlystelsesparker. I 2005 endte en retssag mellem Tivoli A/S og Jacobsens Bakery med en sejr for småkage-producenten. I 2010 tabte Tivoli A/S en sag mod det norske Thomas Tivoli, som fik lov til at registrere THOMAS TIVOLI som varemærke for en forlystelsespark.
Samme år fik Innocent Pictures forbud mod at anvende "Tivoli Night – frække forlystelser på SexTV.dk" som titel på et erotisk tv-program. Sagen inspirerede forfatteren Kenneth Krabat til at skrive og publicere digtet Skat, lad os kneppe i Tivoli.
Siden 1997 har Tivoli afholdt Fredagsrock på Plænen - et koncertkoncept, der rammer et bredt publikum hen over sæsonen.
Tivoli var sammen med Legoland i Billund de eneste to attraktioner i Danmark, som modtog de maksimale fem stjerner af den nu nedlagte turistorganisation Danske Turist Attraktioner, da de blev uddelt første gang i 2005. Forlystelsesparken beholdt de fem stjerner ved de efterfølgende besøg.
I 2009 fik Tivoli sin egen vindmølle ved Avedøreværket på Avedøre Holme i Hvidovre. Den er blandt de vindmøller, der leverer strøm til hele haven. Dermed er Tivoli verdens første forlystelsespark, der baserer sig på vedvarende energi. Et forsøg på at udstille vindmøllen som kunst i selve haven blev dog meget negativt modtaget.
I 2012 åbnede Tivoli en ny online-spilleside, Tivolicasino.dk.
I 2017 åbnede Tivoli Hjørnet der er designet af Pei Cobb Freed & Partners Architects.

## Sæsoner i Tivoli
Tivoli har traditionelt kun haft åbent fra starten af april til sidst i september, men siden 1994 har man haft åbent i juleperioden med julemarked og fem ekstra forlystelser. Siden 2006 har man desuden haft åbent ti dage i skolernes efterårsferie i forbindelse med halloween med cirka 500.000 gæster. Fra 2018 har Tivoli udvidet sine åbningstider, så parken har åbent flere uger i både oktober, november, december og februar.

## Forlystelser i Tivoli

### Faste forlystelser
Haven har cirka 85.000 elektriske pærer.
| Navn                 | Fart           | G-påvirkning | Højde  | Turens Længde | Antal vogne | Fabrikant                         | Opført | Bemærkning                             |
| -------------------- | -------------- | ------------ | ------ | ------------- | ----------- | --------------------------------- | ------ | -------------------------------------- |
| Aquila               |                | Op til 4G    |        |               |             | Zamperla                          | 2013   |                                        |
| Ballongyngen         | 10 km/t        |              | 18,7 m | 4-5 min       | 6           |                                   | 1943   |                                        |
| Den flyvende Kuffert | 2,5–3 km/t     |              | 13 m   | 7,35 min      | 47          | Mack rides                        | 1993   | Antal scener: 32                       |
| Den lille Drage      |                |              |        | 3 min         | 8           | Chance Manuefacturing CO. Inc.    | 2013   | Ombygget fra Den lille flyver          |
| Det Gyldne Tårn      |                | 1,5 G        | 63 m   |               |             | S&S Worldwide, Inc.               | 1999   |                                        |
| Dragebådene          |                |              |        |               | 16          | Ellehammer                        | 2000   | Hed tidligere Bådene                   |
| Fatamorgana          |                | 2,5 G        | 45 m   | 3 min         |             | Huss Park Attractions             | 2016   | Fatamorgana erstattede Dragen.         |
| Dyrekarrusellen      |                |              |        | 3 min         | 9           |                                   | 1920   | Dyrene er fra omkring 1895             |
| Dæmonen              | op til 77 km/t | +4 G         | 28 m   | 1:46 min      | 2           | Bolliger & Mabillard              | 2004   |                                        |
| Fyrtårnet            |                |              | 4 m    | 3 min         | 6           | Zamperla                          | 2010   |                                        |
| Galejen              | 45 km/t        |              |        | 1,45 min      | 20          |                                   | 1937   |                                        |
| Himmelskibet         | 3 m/s          |              | 80 m   |               |             | Funtime                           | 2006   |                                        |
| Kamelen              | 26 km/t        |              |        |               | 1           | Zierer Karussell- und Fahrzeugbau | 2019   | Kamelen erstattede Karavanen.          |
| Linie 8              | 10 km/t        |              |        | 7-10 min      |             | B&M                               | 1969   |                                        |
| Minen                |                |              |        | 4 min         |             | Mack rides                        | 2003   | Hed tidligere Baljerne.                |
| Monsunen             |                | +4,2G        | 12 m   | 3 min         |             | Zierer Karussell- und Fahrzeugbau | 2001   |                                        |
| Astronomen           | 15 km/t        |              | 5,95 m |               | 12          | Zierer Karussell- und Fahrzeugbau | 2007   | Hed tidligere Nautilus                 |
| Mælkevejen           |                |              |        |               | 10          | Mack rides                        | 2019   | Mælkevejen erstattede Odin Expressen.  |
| Pandaen              |                |              | 5,5 m  |               | 1           | S&S Worldwide, Inc.               | 2000   |                                        |
| Radiobilerne         | 10 km/t        |              |        | 3 min         | 18          | I.E. Park                         | 1964   |                                        |
| Rutschebanen         | 60 km/t        |              | 12,6 m | 2,15 min      | 5           | Valdemar Lebech                   | 1914   | Op til 3 togsæt kører ad gangen.       |
| Skærsilden           |                |              |        |               |             |                                   | 1952   |                                        |
| TikTak               |                |              |        | 3 min         | 20          | Mondial - World of Rides          | 2018   | TikTak erstattede den gamle Snurretop. |
| Stjernetårnet        |                |              | 12 m   | 3 min         |             | Zamperla                          | 2013   |                                        |
| Tempeltårnet         |                |              | 9 m    |               |             | Heege OD                          | 2000   |                                        |
|                      |                |              |        |               |             |                                   |        |                                        |
| Veteranbilerne       | 6 km/t         |              |        |               | 11-12       |                                   | 1959   |                                        |
| Villa Vandetta       |                |              |        |               |             |                                   |        |                                        |

### Sæsonafhængige forlystelser
- Musikkarrusellen (Kun i okt.-nov.-dec.) (Nu også i sommer i Tivoli 2019)
- Nissetoget (Jul)
- Svingkarrusellen (Kun i okt-nov-dec.)
- Den kinesiske Lygte (Jul)
- Juleekspressen (Jul)
- Kælkebakken (Jul
- Det Hjemsøgte (Halloween)
- Der er fyrværkeri hver lørdag fra maj til september

### Tidligere forlystelser
Listen er ikke komplet.
- Atlantis
- Baljebanen (havde tidligere titler som Atlantis og 1001 Nat. I dag hedder den Minen)
- Cinema 2000 (lå hvor Den lille flyver ligger i dag)
- Cirkus Olga (Børne karrusel som lå under den tidligere slangen.(I dag dæmonen)
- De Vilde Svaner (lå hvor Det Gyldne Tårn ligger nu)
- Den Blå Vogn (området er omdannet til spillehal)
- Det Flyvende Tæppe (er blevet erstattet med en lignende forlystelse – Monsunen)
- Det lille tog (Legotog) (Blev erstattet af Linie 8 i 1969)
- Det Mystiske Hus (lå hvor den flyvende Kuffert ligger nu)
- Det Skøre Glashus (er i dag omdannet til baby-puslehus ved Dragen)
- Dragen - hed tidligere Græshoppen (lå hvor Fatamorgana ligger nu)
- Dør Nr. 13 (opgradering af Den Blå Vogn)
- Kålormen (lå hvor de vilde svaner lå og Det gyldne tårn ligger nu)
- Mariehønen (ombygget til Karavanen og siden erstattet af Kamelen)
- Odin Ekspressen (lå hvor Mælkevejen ligger nu)
- Paris-Dakar (lå hvor Tempeltårnet og Pandaen ligger i dag)
- Rodeobanen (lå imellem Cinema 2000(i dag Den lille flyver)og Galejen)
- Røde Orm (lå hvor udgangen til Dæmonen er i dag)
- Skovtrolden (blev erstattet af Kometen, Slangen og siden af Dæmonen)
- Kometen (Senere ombygget som Slangen, lå hvor Dæmonen ligger nu)
- Snurretoppen (lå hvor Tik Tak ligger nu)
- Svingkarusellen (også kaldet Paraplyerne) – blev erstattet af Snurretoppen og siden Tik Tak
- Trafikken (lå hvor Nautilus ligger nu)
- Valhalla-borgen (lå ved siden af det store springvand ved plænen)
- Vikingen (er i dag spisested ved Det Gyldne Tårn)
- Vertigo (stod der hvor stjernetårnet står i dag)

### Øvrige attraktioner
- Pantomimeteatret har gratis forestillinger.
- Tivoli-Garden består af drenge mellem 9 og 16 år, som spiller musik og går i parade gennem parken.
- Tivoli Akvarium - ligger i kælderen af Tivolis Koncertsal. Der købes separat billet.
- Arkaden - Bag ved Tivolis Koncertsal indeholder forskellige spillemaskiner.
- Tivoli Jackpot - kontante præmier
- Tivoli Festival - foregår fra maj til september, og består af over 50 forskellige arrangementer der inkluderer opera symfoniorkestre, kammermusik, pop og rockmusik. Fredag er der såkaldt Fredagsrock på Plænen, hvor forskellige kunstnere optræder.
- Tivolis Koncertsal - Siden åbningen af forlystelsesparken har der været en koncertsal. Den nuværende stammer fra 1956, og har plads til 1660 gæster. Den blev renoveret i 1985, hvor rotunden blev tilføjet. Billetter til arrangementerne købes separat.
- Glassalen - den nuværende bygning blev opført i 1946 efter den gamle var blevet ødelagt i 1944 under besættelsen. Glassalen bliver brugt til bl.a. Tivolirevyen, Crazy Christmas Cabaret og forskellige koncertarrangementer. Billetter til arrangementerne købes separat.
- Friluftsscenen - bruges til musikarrangementer og børneunderholdning.
- Promenadepavillonen - Musikscene, hvor der afholdes koncerter igennem hele året.

I sommerhalvåret bliver der lavet fyrværkerishows hver lørdag aften.
Siden 2010 har Tivoli også drevet Tivoli Hotel, der ligger lidt syd for parken. I selve parken ligger Hotel Nimb på siden mod Hovedbanegården.

### Restauranter
Parken indeholder en lang række restauranter heriblandt Fregatten Sct. Georg III og Grøften. Tidligere eksisterede også Wivex og de to tidligere michelinrestauranter The Paul og Herman i Nimb.

## Direktion
- 1843-1848: Georg Carstensen (1812-57)
- 1848-1858: "Komiteen" (bestyrelsen) varetager ledelsen; vælger selv formand
- 1858-1863: Melsing (1821-1882), adm. direktør
- 1858-1868: Adolph von der Recke (1829-1867), artistisk direktør
- 1863-1873: (ca.) C.A. Meyer (1817-1901), adm. direktør
- 1873-1879: Klingenberg (1835-1902), adm. direktør
- 1879-1882: Riise, adm. direktør
- 1868-1885: Bernhard Olsen (1836-1922), artistisk direktør (enedirektør 1882-1885)
- 1880-1910: I perioden var der endvidere skiftende økonomiske direktører, altså en tredeling af direktørposten. Bestyrelsesmedlem, grosserer T.S. Thrane var delegeret i direktionen og havde i en årrække titel af direktør. Skønt han ikke i hele perioden er direktør formelt set, er hans indflydelse på Havens drift stor.
- 1886-1894: Robert Watt (1837-1894), artistisk direktør
- 1894-1899: Thorvald Sigvard Thrane (1842-1910), enedirektør
- 1899-1940: Knud Arne Petersen (1862-1943), artistisk direktør
- 1925-1950: Victor Lemkow (1883-1954), meddirektør (øk.)
- 1941-1950: Kjeld Abell (1901-61), artistisk direktør
- 1950-1975: Henning Søager ( 1913-1987) adm. direktør
- 1951-1959: Inge-Lise Bock (1905-1959), kunstnerisk direktør
- 1975-1996: Niels-Jørgen Kaiser (1930-2001), adm. direktør
- 1994-1997: Gordon Nielsen (f. 1944), økonomisk direktør
- 1996-2020: Lars Liebst (f. 1956), adm. direktør
- 1997-2000: Niels Leth Espensen (f. 1956), økonomisk direktør
- 2000-2008: Michael Blønd (f. 1960), økonomisk direktør
- 2001-2004 : Hans Henrik Gram (f. 1954), direktør (coo)
- 2008-2015: Claus Dyhr (f. 1967) økonomisk direktør[22]
- 2015 - ukendt : Andreas Morthorst (f. 1980)
- 2020 - nu : Susanne Mørch Koch adm. direktør

## Galleri
- H.C. Andersen Slottet, januar 2004
- En visning af de belyste haver på en december aften
- Tivoli set fra fugleperspektiv, juni 2010
- Tivolis mauriske palads, Nimb Hotel og Restaurant, juli 2009
- Det japanske Taarn, som førhen hed Det kinesiske Taarn, september 2006
- Luftfotografering, taget fra Eduard Spelterinis ballon den 22. juni 1922